# Ил Бигало (Фиренца)
Ил Бигало је насеље у Италији у округу Фиренца, региону Тоскана.
Према процени из 2011. у насељу је живело 41 становника. Насеље се налази на надморској висини од 280 м.